# Gibraltar tijdens de Tweede Wereldoorlog

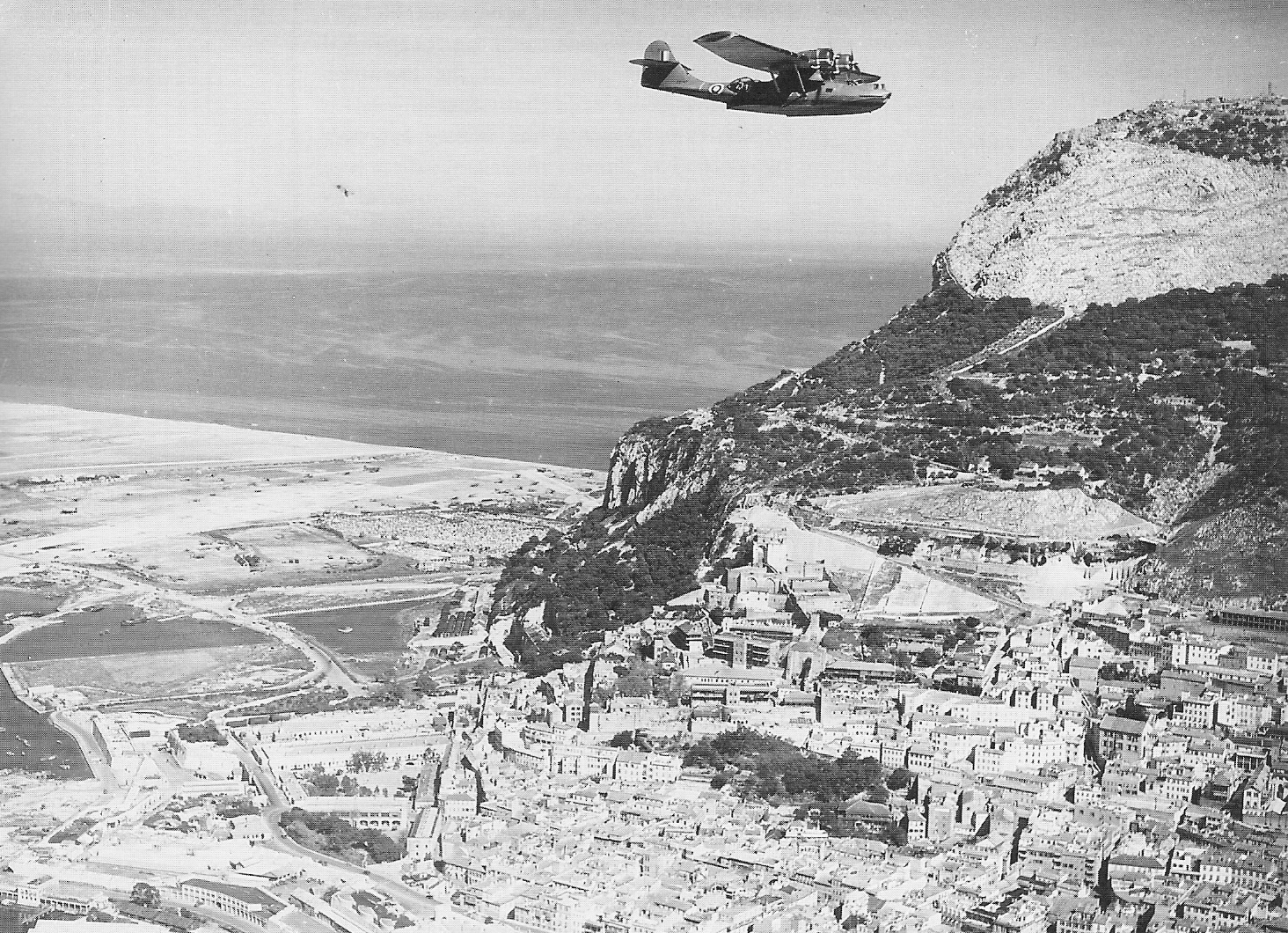
Een Consolidated PBY Catalina op patrouille vliegt langs de rots van Gibraltar, maart 1942

Door de strategische ligging aan de Straat van Gibraltar heeft Gibraltar een belangrijke rol gespeeld tijdens de Tweede Wereldoorlog. Omdat de rots in Britse handen was, zagen diverse Engelandvaarders kans om via Gibraltar naar Engeland te gaan.

## Evacuatie
In juni 1940 werden de 13.500 bewoners van de rots geëvacueerd naar Casablanca. Alleen burgers met essentiële jobs mochten blijven. Later in juni, na de Franse capitulatie, moesten de geëvacueerden naar de rots terugkeren. Ze kregen pas op 13 juli toegang nadat beloofd werd dat ze zo snel mogelijk weer zouden vertrekken. Oliver Stanley had toegezegd dat 13.000 personen door Engeland zouden worden opgenomen, waarvan er 2000 naar Madeira gebracht zouden worden.

## Franse aanvallen
In 1940 werd Gibraltar gebombardeerd door Vichy-Frankrijk, eerst op 18 juli, na de Aanval op Mers-el-Kébir, en daarna op 24 en 25 september, na de Slag om Dakar.

## Italiaanse aanvallen
Vanaf september 1940 probeerden de Italianen Gibraltar aan te vallen vanaf zee. Het plan was dat de onderzeeboot Sciré vanuit La Spezia enkele duikers wilde afzetten. Na twee mislukte pogingen was de derde poging succesvol. Enkele schepen werden tot zinken gebracht.

## Hoog bezoek
In 1941 werd Gibraltar bezocht door generaal Ponte en Henry, hertog van Gloucester. Op 17 maart 1942 bezochten koning George II van Griekenland en Stafford Crippa Gibraltar. Ze kregen een rondleiding door de ondergrondse tunnels en het Flat Bastion, het ondergrondse hospitaal.

## John Vereker
John Vereker, 6th Viscount Gort, was gouverneur van Gibraltar totdat hij in 1942 naar Malta werd overgeplaatst. Tijdens zijn gouverneurschap breidde hij het vliegveld van Gibraltar uit, waar ook de militaire basis RAF Gibraltar bij kwam.

## Nederlanders op Gibraltar
- Op 26 december 1941 kwamen Pierre Louis d'Aulnis de Bourouill en Cees Droogleever Fortuyn op de rots aan. Ze vertrokken met de MS Batory naar Glasgow.
- Op 26 december 1941 werden aan boord van de HMS Maidstone feest gevierd. Twee Nederlanders, Otto de Booy en Johannes Frans van Dulm werden met de DSO gedecoreerd wegens het torpederen van Duitse onderzeeboten.
- 1943: Charles Hugenholtz en Henk Kroese volgden het voorbeeld van vier Hollanders; zij sprongen van boord in de hoop door Engelsen gered te worden. De eerste vier werden gered, van Hugenholtz en Kroese werd niets meer gehoord.
- 1943: Bart Bredero zwom naar een torpedojager en werd aan boord geholpen.
- 1944: Bram van der Stok vertrok per DC-3.